# 山梨県道604号小倉百観音線
山梨県道604号小倉百観音線（やまなしけんどう604ごう こごえひゃくかんおんせん）は、山梨県北杜市を起点・終点とする一般県道である。増富ラジウムラインの一部を構成する。

## 概要
小倉地区と大蔵地区との境、山梨県道601号増富若神子線との交点を起点に、国道141号に併走する形で百観音交差点に至る路線である。
道路は須玉川と塩川にはさまれた地形にあり、川の流れに沿う形となっている。

### 路線データ
- 起点：山梨県北杜市須玉町小倉（山梨県道601号増富若神子線交点）
- 終点：山梨県北杜市須玉町藤田（百観音交差点＝山梨県道621号須玉中田線交点）
- 延長：約2km

## 通過する自治体
- 山梨県北杜市

## 交差・接続する道路
- 山梨県道601号増富若神子線（北杜市須玉町大倉）
- 山梨県道621号須玉中田線（北杜市須玉町藤田・百観音交差点）

## 周辺
- 北杜市立須玉中学校
- 韮崎消防署 須玉分署
- 北杜市立須玉保育園
- 北杜市須玉総合体育館
- 北杜市立塩川病院
- 北杜市役所